# خواجة محمد آصف
خواجة محمد آصف (بالأردوية: خواجہ محمد آصف)‏؛ (9 أغسطس 1949 - ) سياسي باكستاني وعضو في الجمعية الوطنية الباكستانية منذ أغسطس 2018. ووزير الدفاع منذ 19 أبريل 2022. وكان سابقًا عضوًا في مجلس الأمة من 1993 إلى 1999، ومرة أخرى من 2002 إلى 2018 وحتى الآن.
عمل وزيراً للخارجية في حكومة شاهدان عباسي من أغسطس 2017 إلى أبريل 2018، وعمل في نفس الوقت وزيراً للدفاع ووزير المياه والطاقة في وزارة نواز شريف الثالثة من 2013 إلى 2017.
بدأ مسيرته السياسية بعد انتخابه لمجلس الشيوخ الباكستاني خلال وزارة نواز شريف الأولى عام 1991. ومنذ عام 1997 شغل منصب عضو في مجلس الوزراء الاتحادي، في مناصب مختلفة. من 1997 إلى 1999 كان رئيسًا للجنة الخصخصة في باكستان خلال حكومة نواز شريف الثانية، وشغل لفترة وجيزة وزيرًا البترول والموارد الطبيعية في وزارة جيلاني عام 2008 ثم وزيرًا للرياضة.